# 城屋敷町 (瀬戸市)
城屋敷町（しろやしきちょう）は、愛知県瀬戸市長根連区の町名。丁番を持たない単独町名である。

## 地理
瀬戸市の西部に位置する。西を東寺山町、北を共栄通、東を市場町、南を東長根町・西長根町と隣接している。

### 学区
市立小・中学校に通う場合、学区は以下の通りとなる。また、公立高等学校普通科に通う場合の学区は以下の通りとなる。
| 番・番地等 | 小学校             | 中学校               | 高等学校 |
| ---------- | ------------------ | -------------------- | -------- |
| 全域       | 瀬戸市立長根小学校 | 瀬戸市立水無瀬中学校 | 尾張学区 |

## 歴史

### 町名の由来
今から500年ぐらい前に、碧海郡の今村（現安城市）に住んで居た郷族の松原吉之丞が、一族とともに西加茂郡の今村（現豊田市）に移り、さらに尾張国春日井郡横山村に移って今村と改名し、居城を構えた。その城跡が八王子神社の境内にあることから、城屋敷の町名が付けられたといわれる。

### 沿革
- 1943年（昭和18年）8月9日 - 瀬戸市大字今字長根・寺山の各一部により、同市城屋敷町として成立[2]。
- 1974年（昭和49年）8月22日 - 町域の一部を西長根町に編入し、見付町・市場町の一部を編入する。また、東寺山町・東長根町と境界変更を行う[12]。

## 世帯数と人口
2024年（令和6年）1月1日現在の世帯数と人口は以下の通りである。
| 町丁     | 世帯数 | 人口 |
| -------- | ------ | ---- |
| 城屋敷町 | 31世帯 | 75人 |

### 人口の変遷
国勢調査による人口の推移
| 1995年（平成7年）  | 78人 | [ 13 ] |  |
| 2000年（平成12年） | 77人 | [ 14 ] |  |
| 2005年（平成17年） | 73人 | [ 15 ] |  |
| 2010年（平成22年） | 81人 | [ 16 ] |  |
| 2015年（平成27年） | 74人 | [ 17 ] |  |
| 2020年（令和2年）  | 68人 | [ 18 ] |  |

### 世帯数の変遷
国勢調査による世帯数の推移。
| 1995年（平成7年）  | 29世帯 | [ 13 ] |  |
| 2000年（平成12年） | 30世帯 | [ 14 ] |  |
| 2005年（平成17年） | 26世帯 | [ 15 ] |  |
| 2010年（平成22年） | 31世帯 | [ 16 ] |  |
| 2015年（平成27年） | 28世帯 | [ 17 ] |  |
| 2020年（令和2年）  | 22世帯 | [ 18 ] |  |

## 交通

### 鉄道
町内に鉄道は走っていない。最寄り駅は名鉄瀬戸線水野駅になる。

### バス
町内にバス停は走っていない。最寄りのバス停は名鉄バス「本地ヶ原線」【36】【50】【51】【52】系統の長根バス停になる。

### 道路
町内に国道・県道は通っていない。

## 施設
- 瀬戸市長根公民館[8] ： 1977年（昭和52年）3月23日竣工[19]。陶芸教室やフラワーアレンジ教室など公民館主催の様々な活動を行っている[20]。
- 慶昌院[8] ： 曹洞宗[21]。本尊は釈迦牟尼如来[21]。1474年（文明5年）旧今村城主松原広長公が城域守護のために八王子大明神並に薬師如来を祀り天台宗医王山八王子を開いた事に始まる[21]。

- 瀬戸市長根公民館
- 慶昌院

## その他

### 日本郵便
- 郵便番号 : 489-0923[6]（集配局：瀬戸郵便局[22]）。